# Hyvänjärvensaari
Hyvänjärvensaari är en ö i Finland. Den ligger i sjön Hyväjärvi och i kommunen Leppävirta i den ekonomiska regionen  Varkaus ekonomiska region  och landskapet Norra Savolax, i den sydöstra delen av landet, 290 km nordost om huvudstaden Helsingfors. Öns area är 6,7 hektar och dess största längd är 460 meter i nord-sydlig riktning.